# 富田林興正寺別院
富田林興正寺別院（とんだばやしこうしょうじべついん）は、大阪府富田林市富田林町にある真宗興正派の寺院。本山興正寺の別院。本尊は阿弥陀如来。富田林寺内町の中核となる寺院である。

## 歴史
寺伝によると、そもそもは応永年間（1394年 - 1412年）に毛人谷村（えびたにむら）小字古御坊に建立された一向宗（浄土真宗本願寺派）の道場が当寺の前身であるという。
永禄3年（1560年）に興正寺第16世証秀が石川の西側にある「富田の芝」と呼ばれた荒地を境内地として買いうけ、周辺4村の庄屋8人とともに富田林寺内町を開発し、永禄年間（1558年 - 1570年）に当寺を建立した。
証秀の祖父である興正寺第14世蓮教はかつての法名を経豪といい、畿内を中心に多くの門徒を抱える佛光寺の住持であった。文明13年（1481年）頃に本願寺へ帰参したが、多くの門徒・末寺を引き連れて佛光寺を去り、山科に興正寺を建立した。そして蓮教は本願寺第8世蓮如とともに河内地方の教化に努めた。証秀の父である興正寺第15世蓮秀の時に山科本願寺の戦いによって山科の本願寺・興正寺がともに焼亡すると、興正寺は大坂にある大坂本願寺の近くの天満へ移った。蓮秀は細川晴元と本願寺の和解に奔走した功によって、本願寺の一家衆に加えられている。証秀が34歳で病死した後、本願寺第11世顕如の次男で証秀の養子に入っていた顕尊が興正寺第17世となり、永禄12年（1570年）に正親町天皇より興正寺を脇門跡とする勅許を受けた。
しかし、これだけ本願寺と深い係わり合いがあるにもかかわらず、本願寺と織田信長による戦い、石山合戦の際には当寺と富田林寺内町は本願寺側には付かず中立を守った。そのため、信長から焼き討ちにあうことはなく、寺も町も守られた。
『郷土史の研究』によれば、当寺は初め「興正寺掛所」と称し、後に「興正寺門跡兼帯所」となり、本山興正寺の西本願寺からの独立に伴って1880年（明治13年）に「興正寺別院」に改称したとされる。俗に、富田の御堂または御坊という。『河内名所図会』には「興正寺の輪番所」とあり、本山興正寺門主が当寺の住職を兼任し、当寺には本山から派遣された留守居がおかれた。現在は、本山興正寺住職の一族が当寺の住職を務めている。
太平洋戦争末期には大阪市平野国民学校からの学童集団疎開を受け入れている。

## 境内
- 本堂（重要文化財） - 寛永15年（1638年）再建[13]。元禄5年（1692年）までに増改築[14]。本堂にある襖絵「竹梅図」「松図」は狩野寿石によるもの[15]。浄土真宗寺院の本堂としては大阪府内では最古、近畿でも最古級の建築であり、江戸時代初期の浄土真宗本堂を知る事ができる遺構として建築史上においてもきわめて重要な建築物である[16]。
- 対面所（重要文化財） - 書院。安政3年（1857年）建立[13]。
- 庭園
- 庫裏[17]
- 証秀上人記念碑 - 1895年（明治28年）4月11日竣工。記念碑の文字は平安神宮初代宮司を務めた壬生基修伯爵によるもの[3]。
- 鼓楼（重要文化財） - 18世紀後半頃の再建。文化7年（1810年）に現在地に移築[13]。
- 御成門（重要文化財） - 18世紀前半頃の部材を含む、安政4年（1858年）頃に現在地に移築[13]。
- 長屋門
- 蔵
- 鐘楼（重要文化財） - 文化7年（1810年）再建[16]。または、江戸時代後期の再建で文化7年（1810年）に現在地に移築したともいう[13][14]。
- 築地塀（重要文化財）- 江戸時代末期の築[16]。
- 山門（重要文化財） - 京都興正寺の北之門を安政4年（1858年）に現在地に移築。伏見城の遺構との伝承があり、現存する山門には城門の遺構らしき部材も含まれるが、古材を一部再用して江戸時代初期に建立されたものとみられる[13]。または、梁に興正寺では用いない「丸に四方剣花菱」の紋が透かし彫りされていることから、どこかの武家屋敷のようなところから移築されたものであるとも推測できる。浄土真宗の寺院が有するものとしては大規模で豪壮な薬医門である[14]。

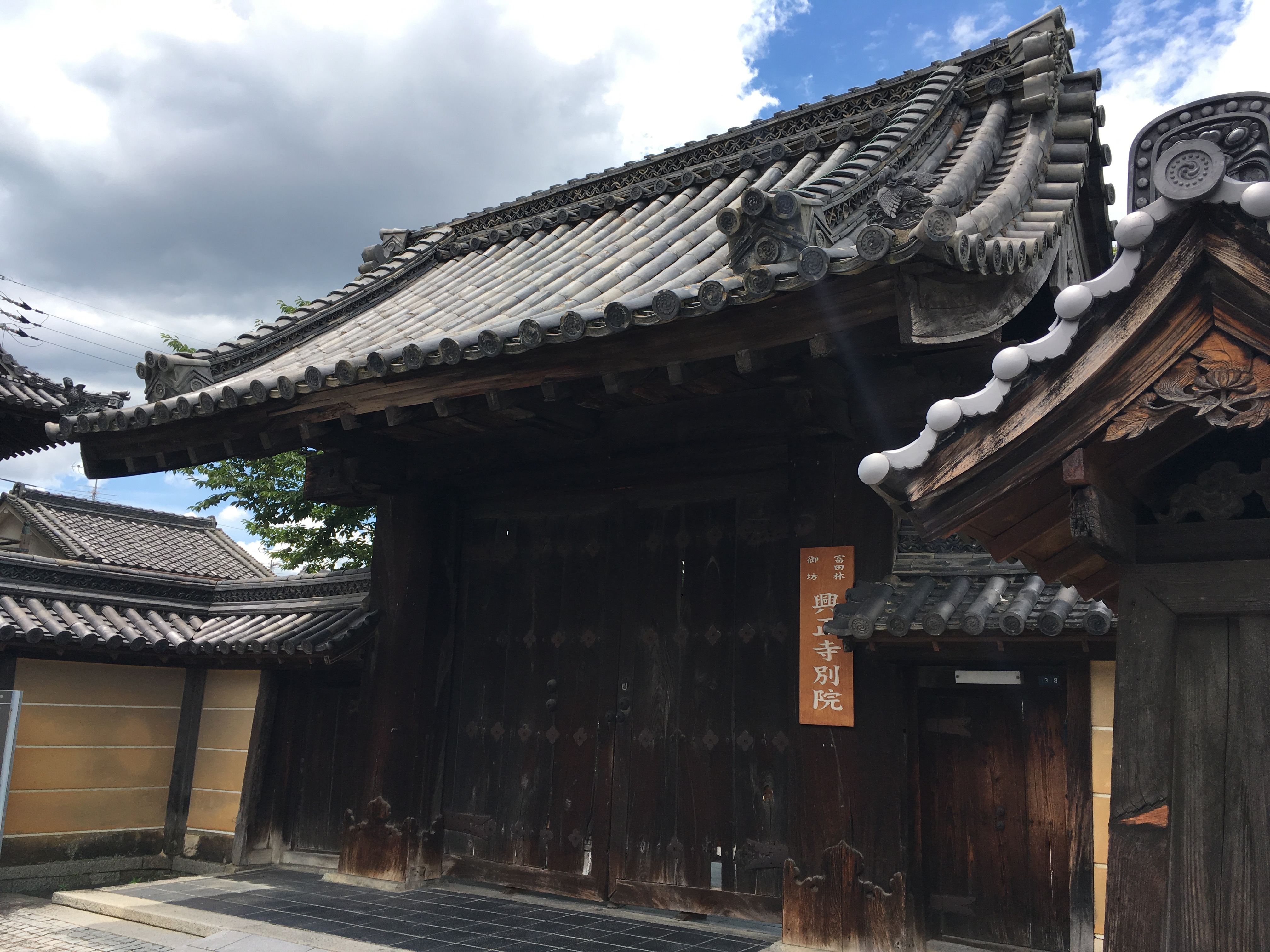
山門
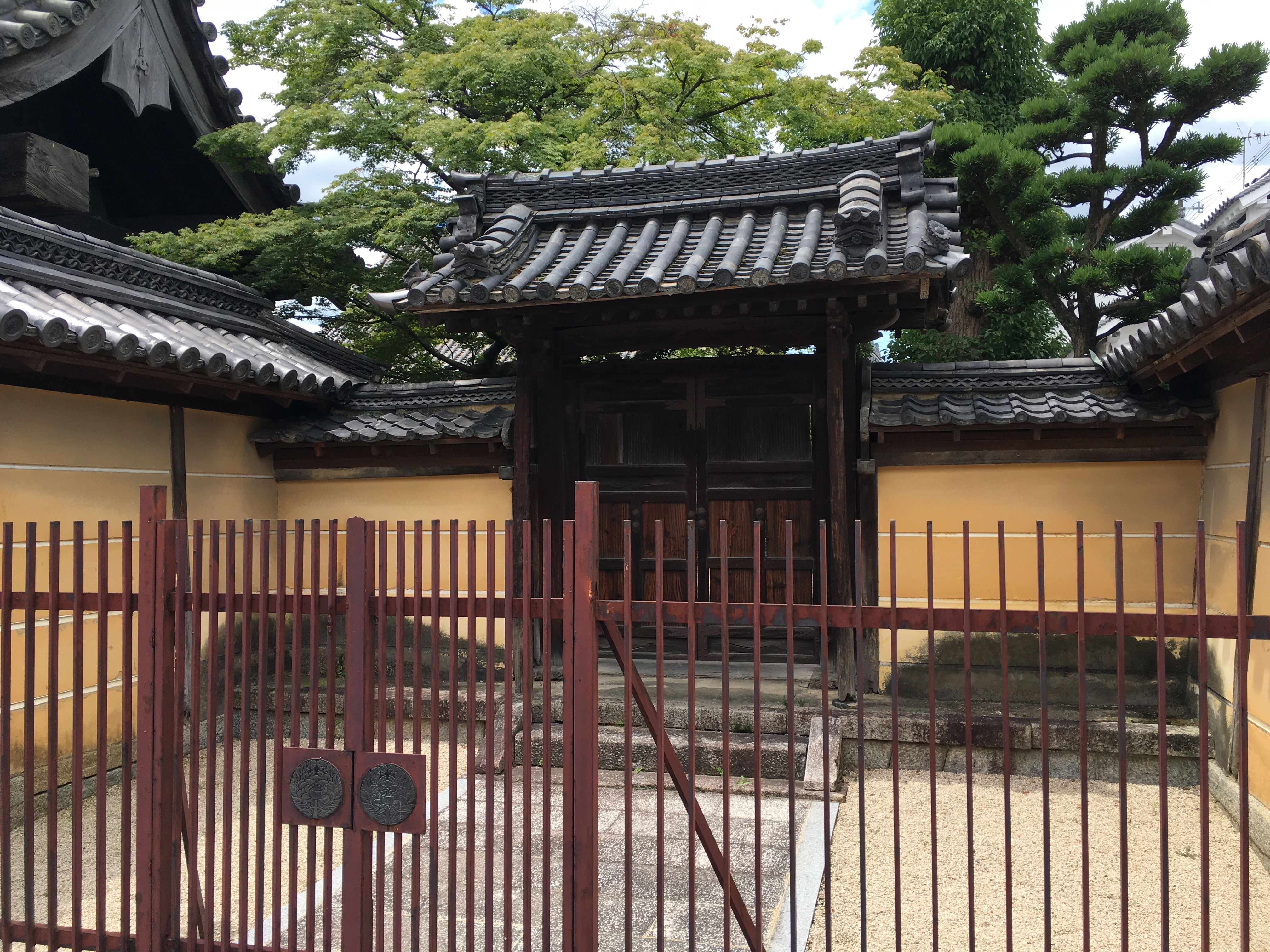
御成門
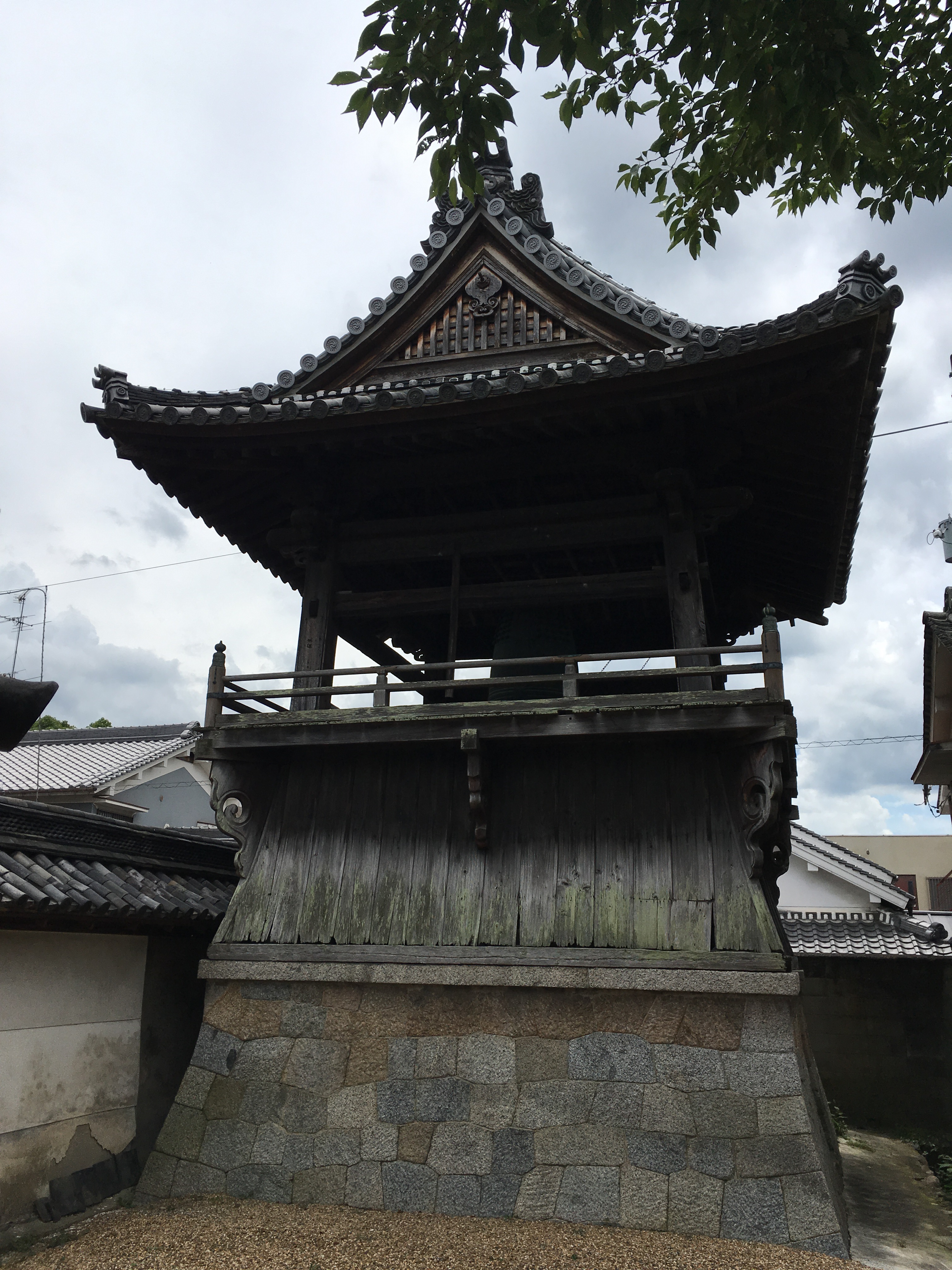
鐘楼
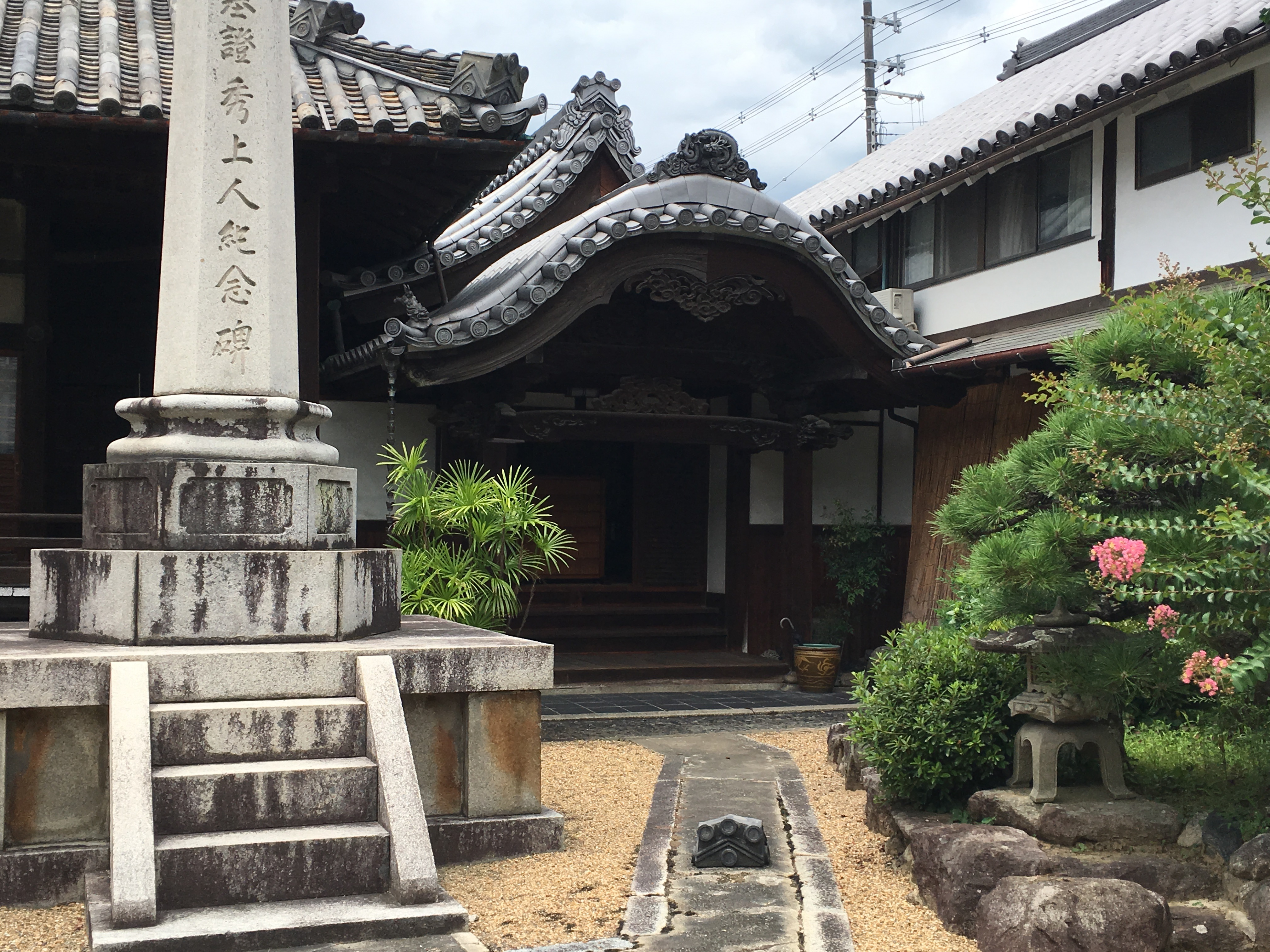
証秀上人記念碑と対面所
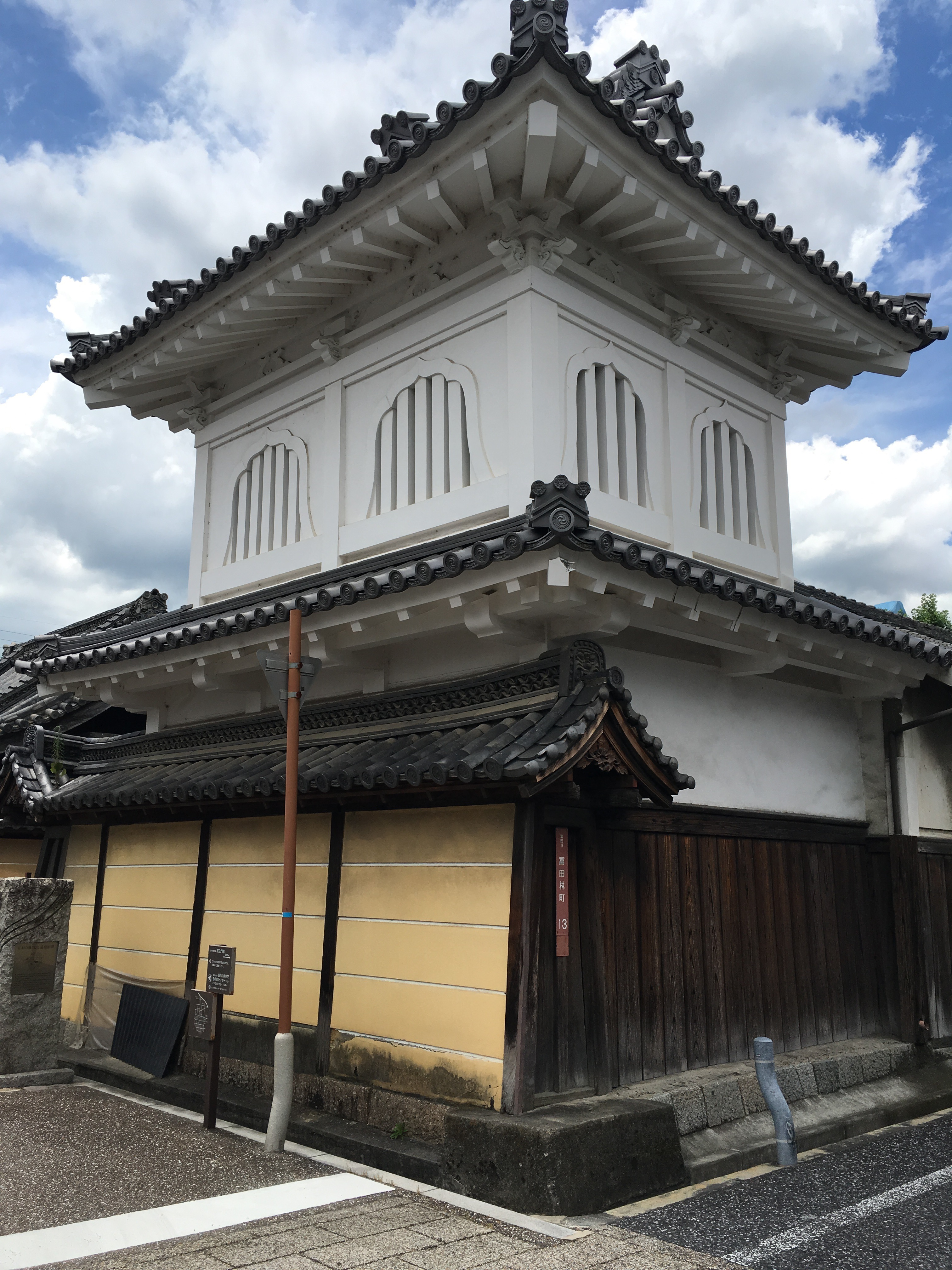
鼓楼
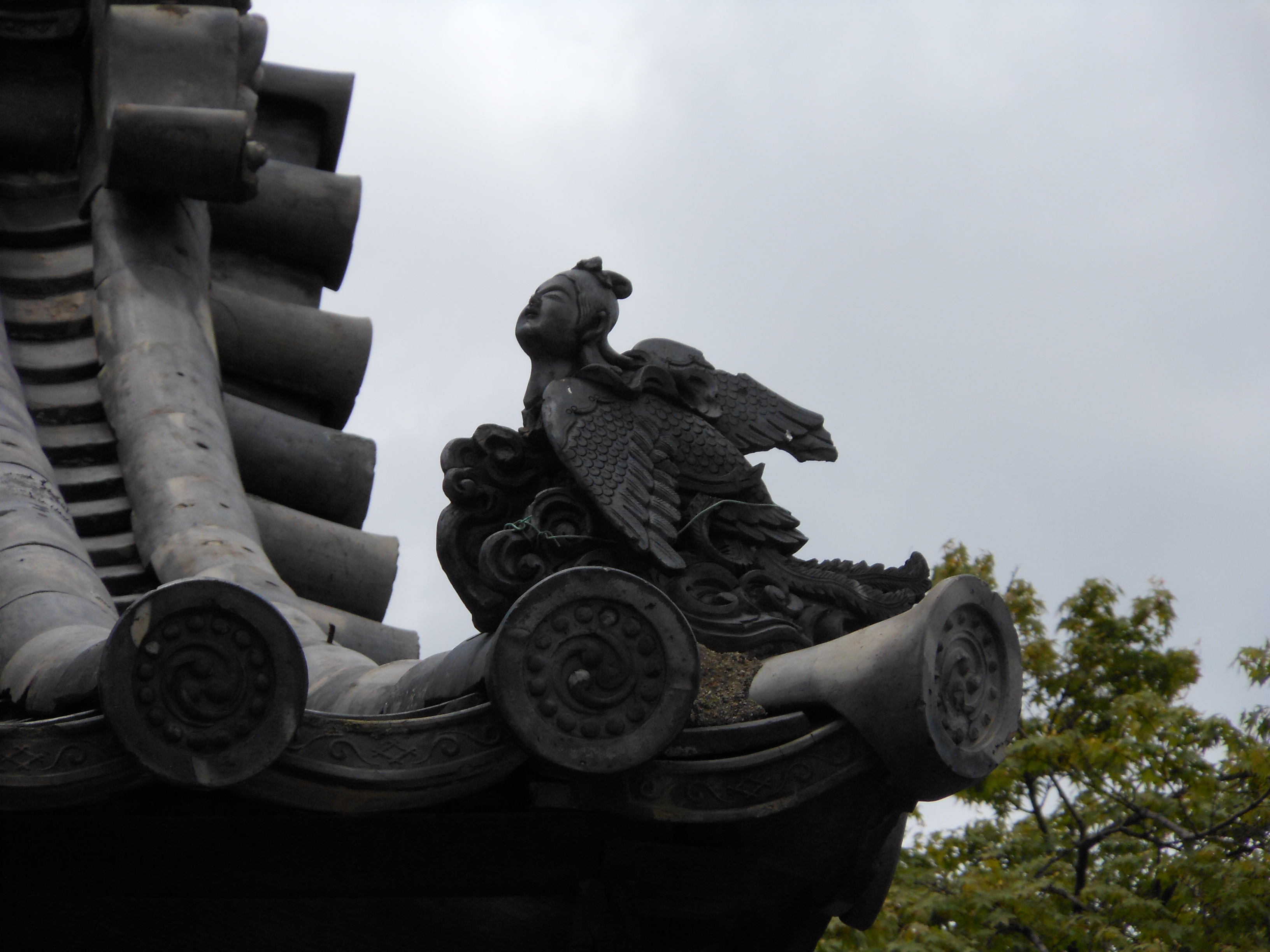
雨蓋瓦

## 文化財

### 重要文化財
以下の建造物が「富田林興正寺別院 6棟」として国の重要文化財に指定されている（2014年9月18日指定）。
- 富田林興正寺別院 6棟 附：築地塀三棟（山門南、山門北、御成門北）[13]
  - 本堂 - 桁行18.3m、梁間18.7m、入母屋造、向拝三間、本瓦葺[13]。
  - 対面所 - 桁行16.8m、梁間6.3m、切妻造、正面唐破風造玄関付、本瓦及び桟瓦葺　渡廊下附属、桟瓦葺[13]。
  - 鐘楼 - 桁行一間、梁間一間、入母屋造、本瓦葺[13]。
  - 鼓楼 - 桁行5.0m、梁間4.0m、二重、入母屋造、本瓦葺[13]。
  - 山門 - 一間薬医門、切妻造、南北潜戸付、本瓦葺[13]。
  - 御成門 - 一間棟門、切妻造、本瓦葺、南北袖築地塀付、桟瓦葺[13]。

## 所在地
- 大阪府富田林市富田林町13-18

## アクセス
- 近鉄長野線富田林駅から南へ徒歩約8分。
- 近鉄長野線富田林西口駅から東へ徒歩約8分。